# 元城町東照宮
元城町東照宮（もとしろちょうとうしょうぐう）は静岡県浜松市にある神社で、浜松城の前身の引間（曳馬、引馬）城があった地に建てられた東照宮である。

## 祭神
徳川家康 事代主命 大国主命 

## 歴史

### 建立前史
東照宮は15世紀頃築城された引間城跡の一角に建立されている。引間城は1570年（元亀元年）に徳川家康が入城すると、範囲を西に大きく拡大して浜松城としたが、旧引間城部分は江戸時代の古地図には「古城」と表記されており、米蔵として利用されている 。

### 建立
明治維新後の1877年（明治10年）、元幕臣で静岡藩の浜松城代であったこともある井上延陵が、過去に徳川家康が居城とした浜松城の跡に東照宮を建立しようと考えた。工事は明治17・18年ごろに着手された（竣工時期は不明）。建立には静岡県知事をはじめとして地元住民の寄付によってまかなわれた。また、神社の石材として、延陵の故郷である宮崎県の石材が使用されたという。竣工後、延陵は1887年（明治20年）ごろに東照宮のすぐ近くにあった遠江国報徳社（現在の大日本報徳社の前身）に500円を寄付し、管理を委託した。

### 地元の神社となる
東照宮は元城町にあったものの、こうした経緯から地域住民とは特にかかわりがなかった。また、元城町は元城域であった事情から神社がなかった。
そこで、当時元城町に住んでおり、浜松市議会議員でもあった弁護士の大石力は、地域住民の融和を図るとともに、彼らのよりどころとなる神社が必要であると考え、東照宮を地域の神社としようと考えた。そこで、所有権を井上延陵の孫からもらいうけ、大日本報徳社からは管理する立場を引き取った。1936年（昭和11年）には元城町に権利の移転が完了し、大祭が開かれている。また、祭事の際には同時に井上延陵の碑前で慰霊祭が行われている。

### 本殿の焼失と再建
太平洋戦争中の1945年（昭和20年）6月18日と7月29日、後に浜松空襲と呼ばれた集中砲火がアメリカ軍によって行われ、東照宮の本殿なども戦火に巻き込まれ、焼失した。荒涼とした焼け跡にの境内には小さい祠が設けられた。石造りの鳥居は戦災を免れ当時のまま残っている。
1958年（昭和33年）、当時の市長坂田啓造が中心となって都市計画を立てることとなった。その際、焼失した東照宮の処遇が問題となったものの、大石力が尽力し町民にとってこの場所がどれほど大切な場所であるか訴えて認められた。その後、大石力自身が建設委員長となり、敷地を処分しても寄付を受けず、鉄筋コンクリート造りの防火建築、銅板瓦葺き和風権現造りの社殿と社務所が建立された。

## 境内
引間城跡に1886年（明治19年）井上延陵（八郎）により造営された東照宮社殿は戦災を受け消失したが、1958年（昭和33年）再建されたのが、現在の社殿である。鉄筋コンクリート造り、銅板葺きの権現造りである。拝殿前の石段下には1901年（明治34年）に建立された井上延陵の高さ台石共に3.5メートルの巨碑が建っている。

## 2人の天下人
元城町東照宮（旧引間城）は徳川家康だけでなく、もう一人の天下人豊臣秀吉にもゆかりがある。
秀吉は引間城を整備した飯尾氏の配下である松下氏に16歳から3年間仕え、浜松で過ごしていた。16歳のころに引間城を訪れ、猿まねをして栗を食べたという逸話も残っている。
敷地内には、2015年に徳川家康公顕彰400年記念事業浜松部会が行った事業の一環で、2人のブロンズ像が設置され出世のパワースポットとなっている。

## 年中行事
- 歳旦祭：1月1日
- 祈願祭：5月3日
- 例大祭：10月第1土曜日、10月第1日曜日
- 大祓い：6月30日、12月31日
- 月行事：毎月1日、15日[10]

## 交通アクセス
- JR浜松駅から遠鉄バス市役所行きなどで5分、浜松城公園入口下車、徒歩3分[11]

## 参考画像

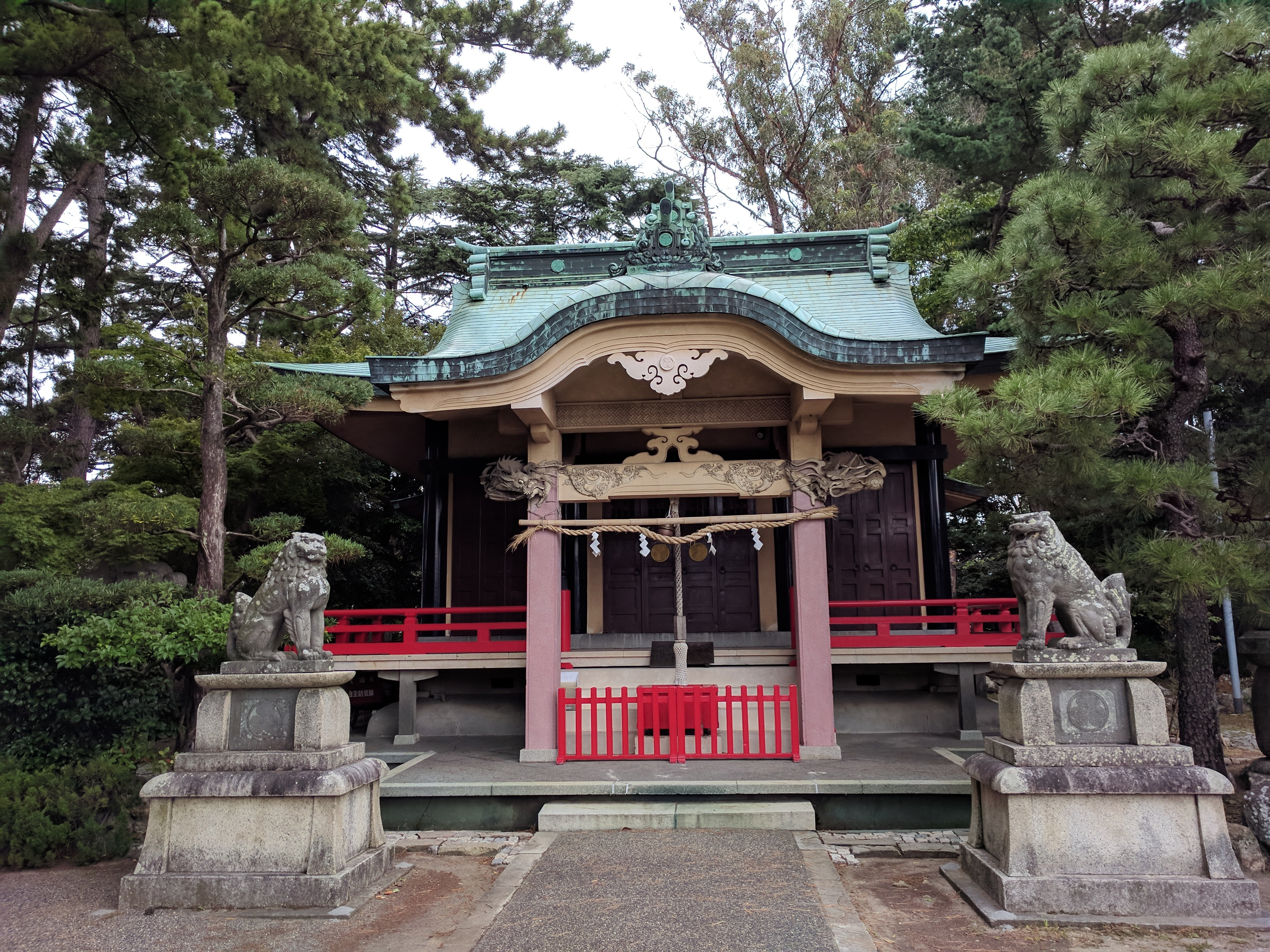
拝殿1
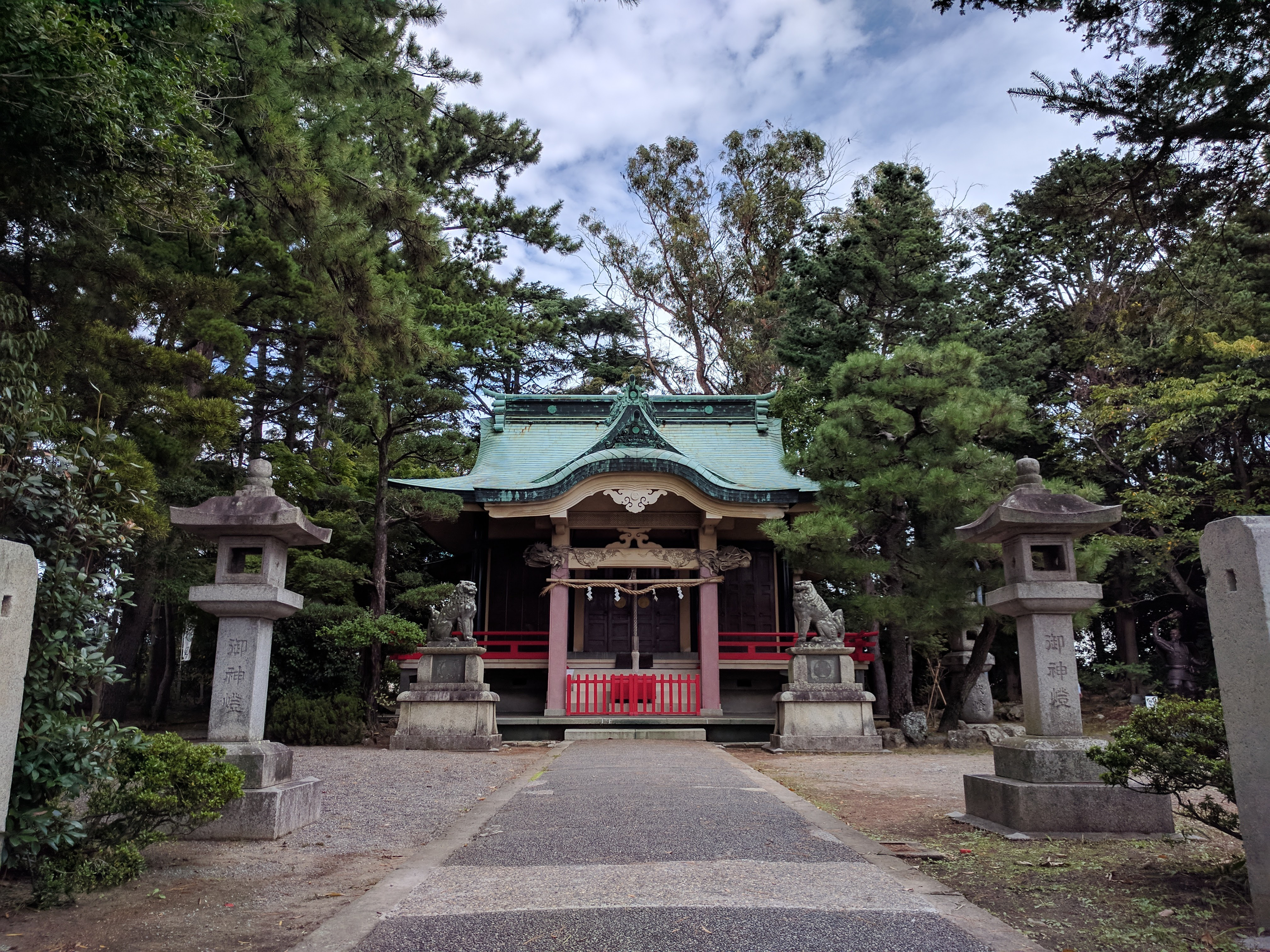
拝殿2
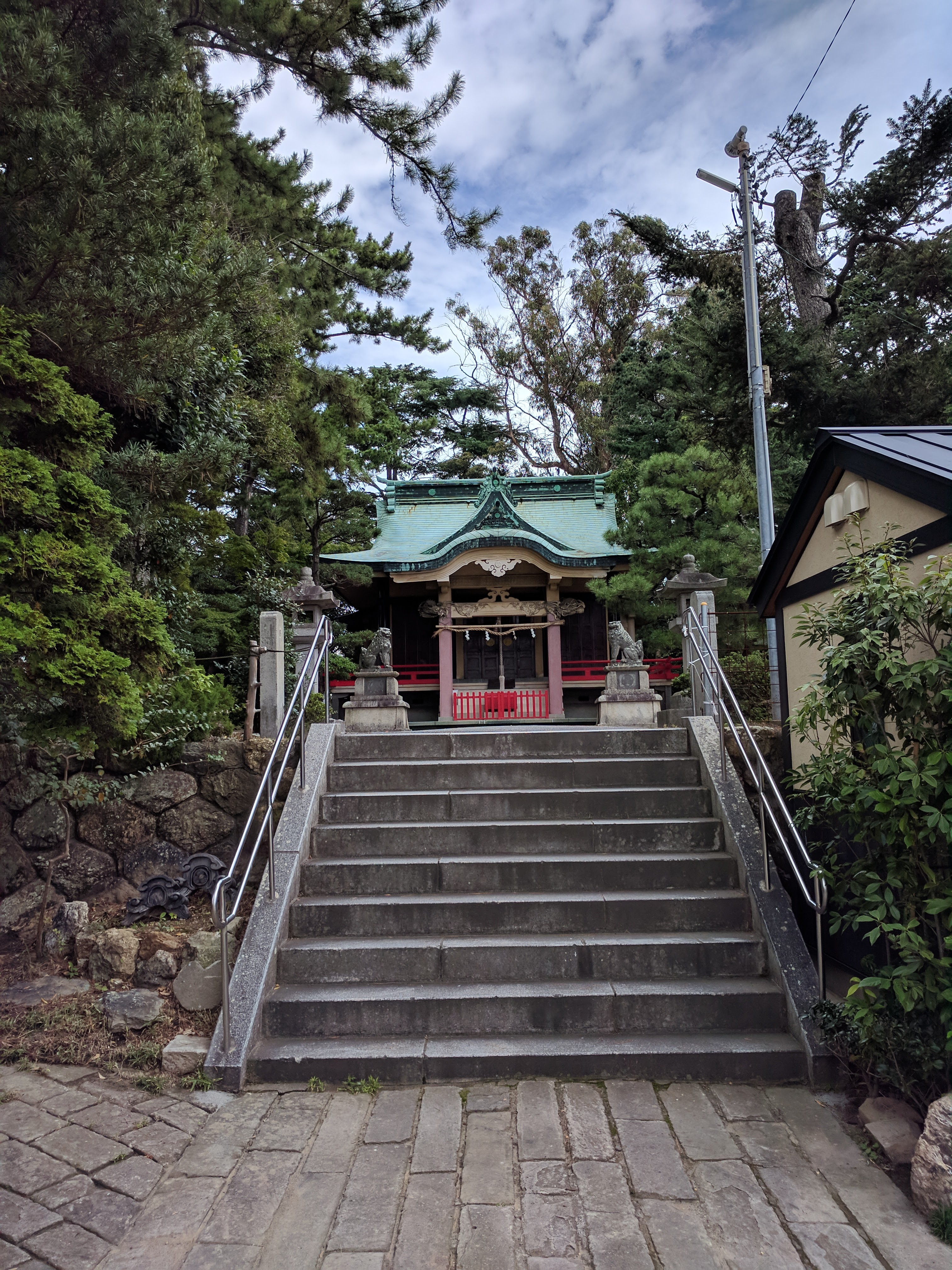
拝殿3
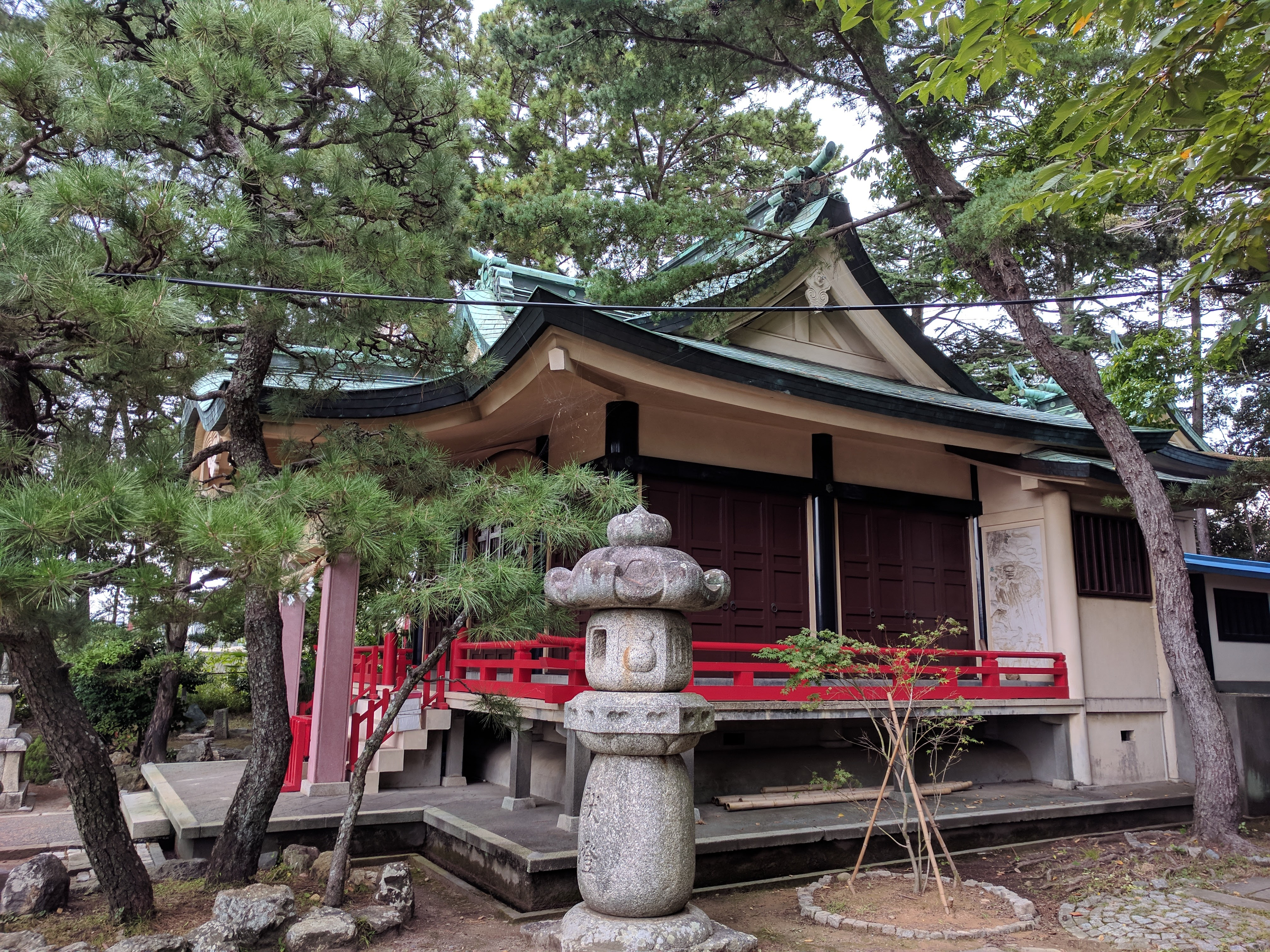
拝殿4
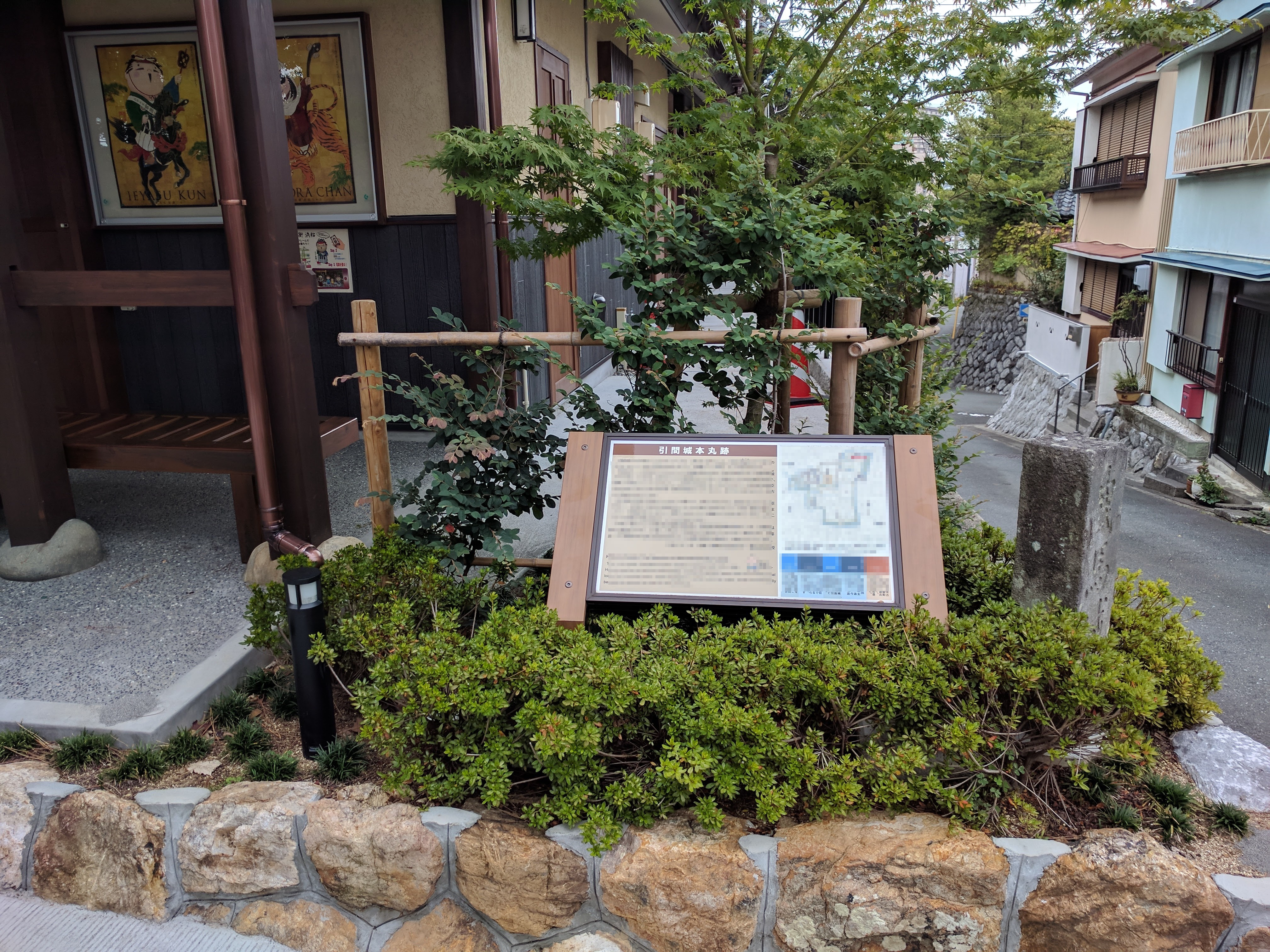
引間城本丸跡の塔
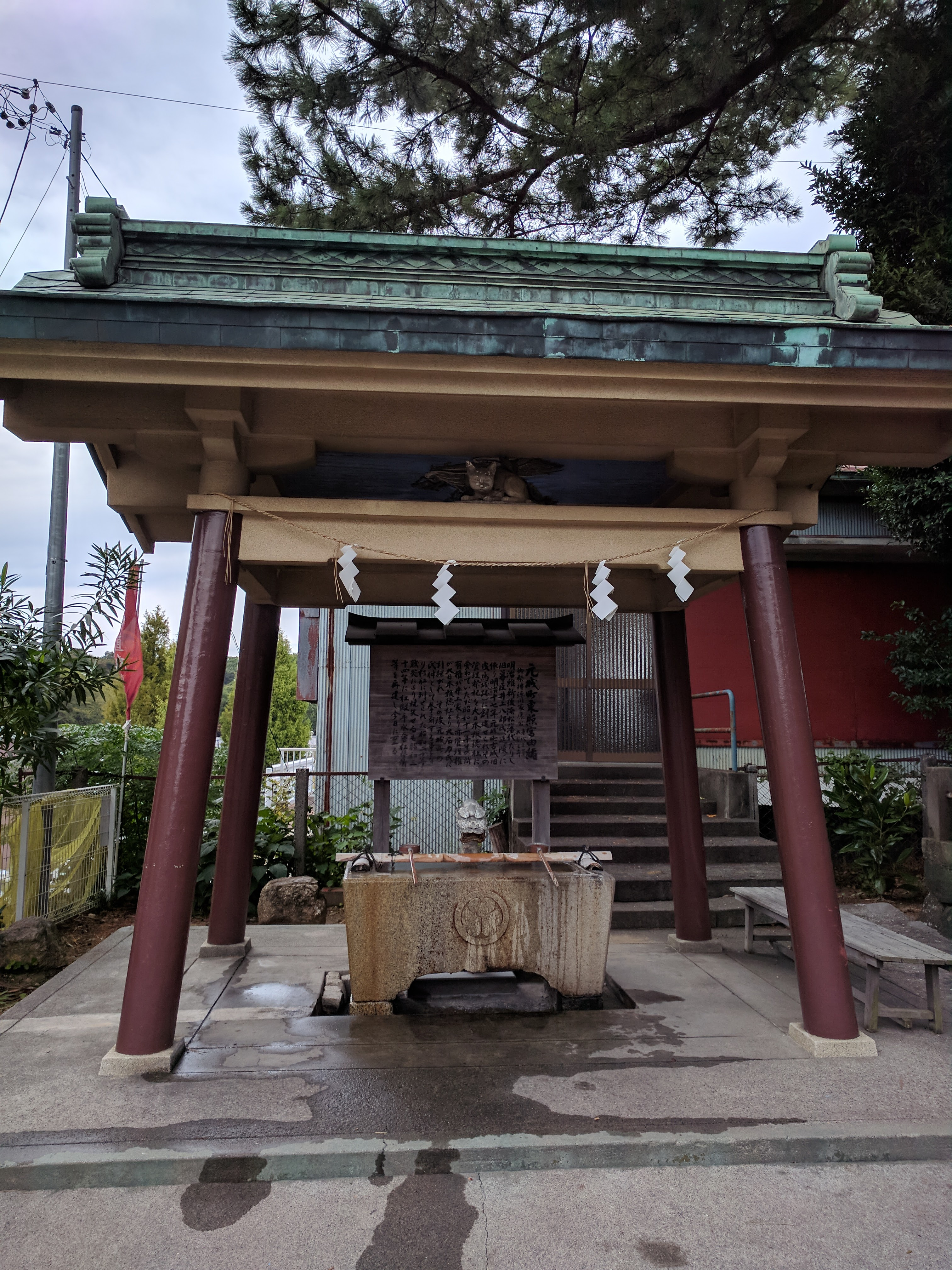
手水舎
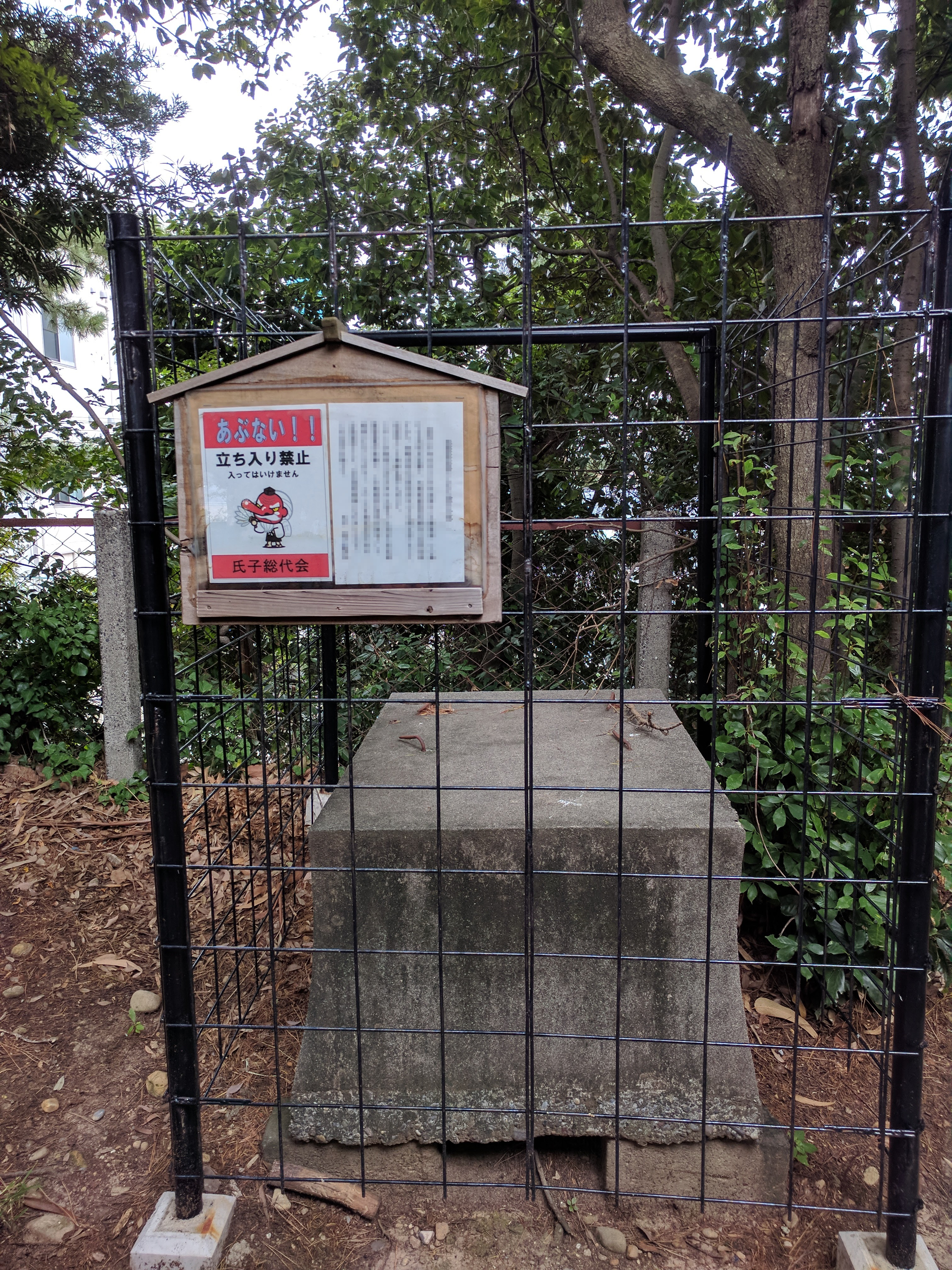
台座
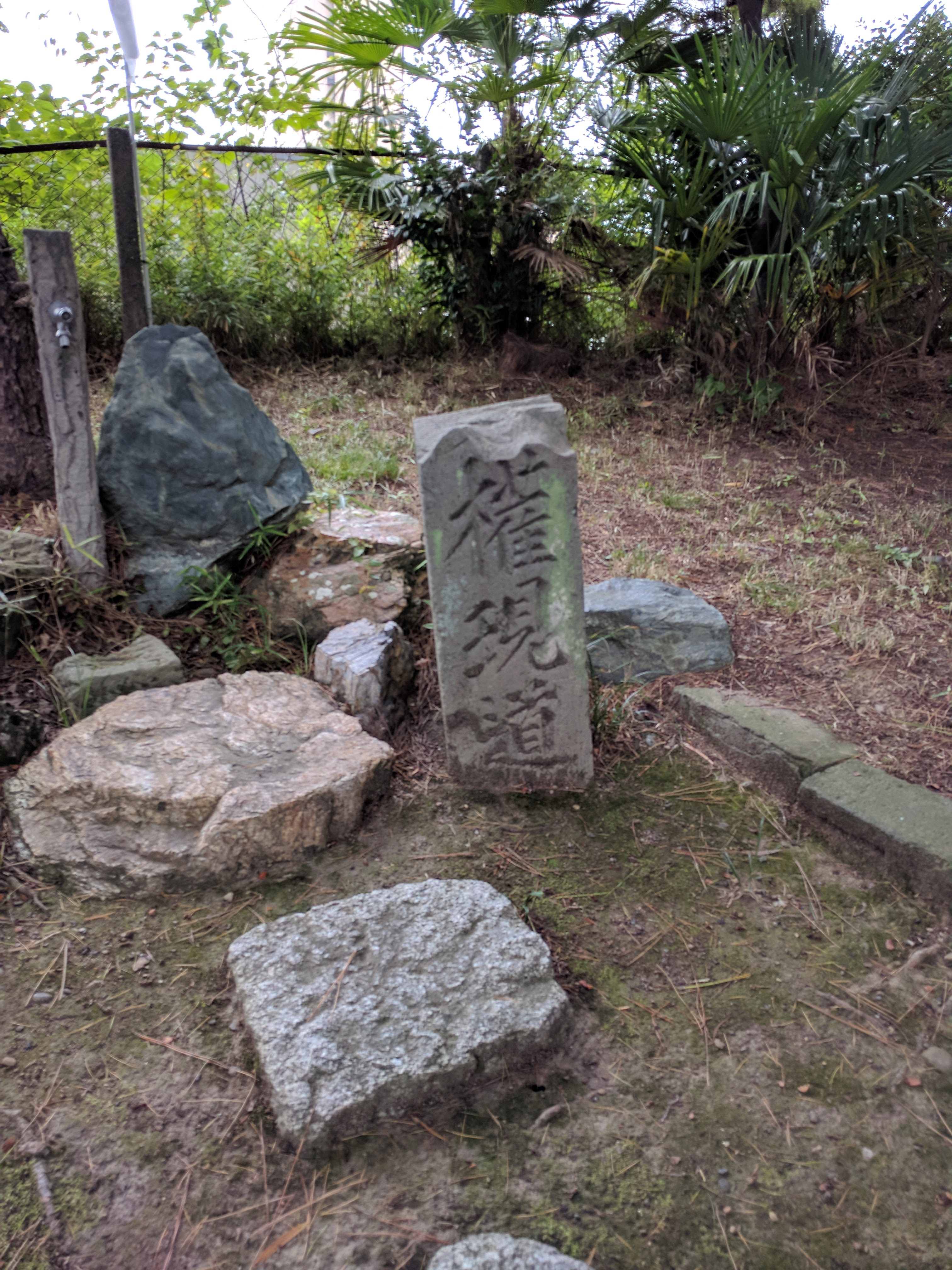
権現道 正面
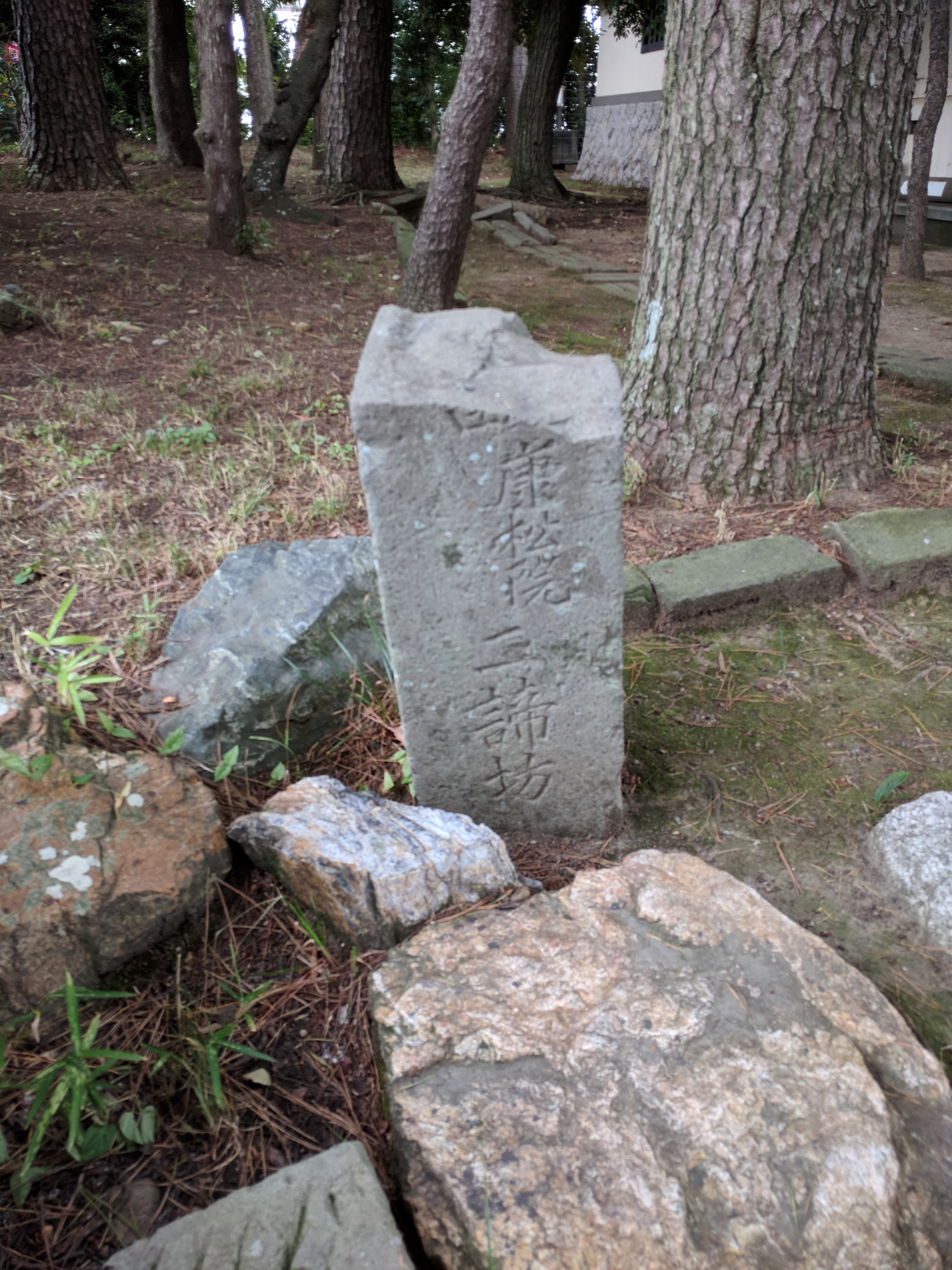
権現道 横1
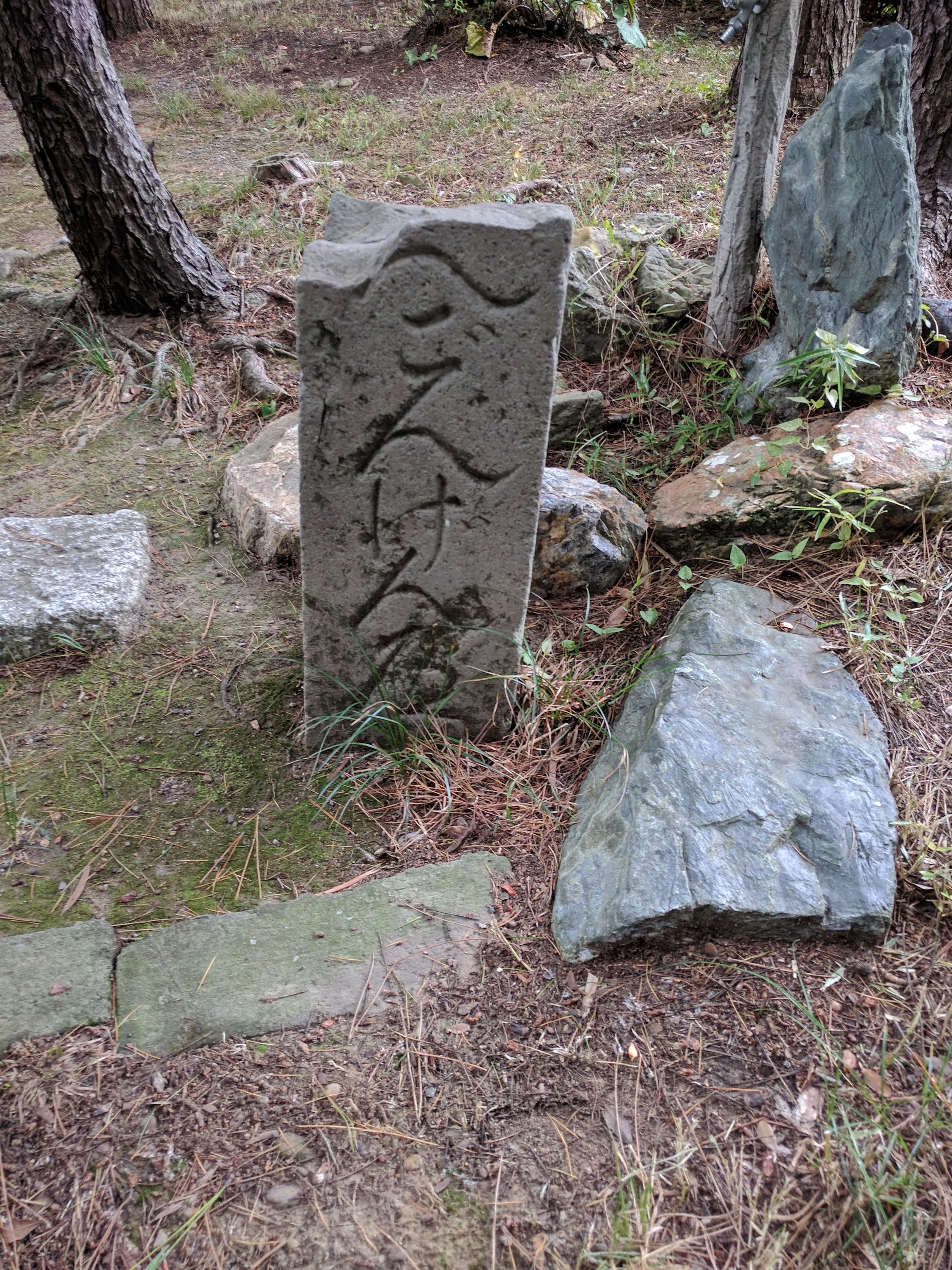
権現道 横2
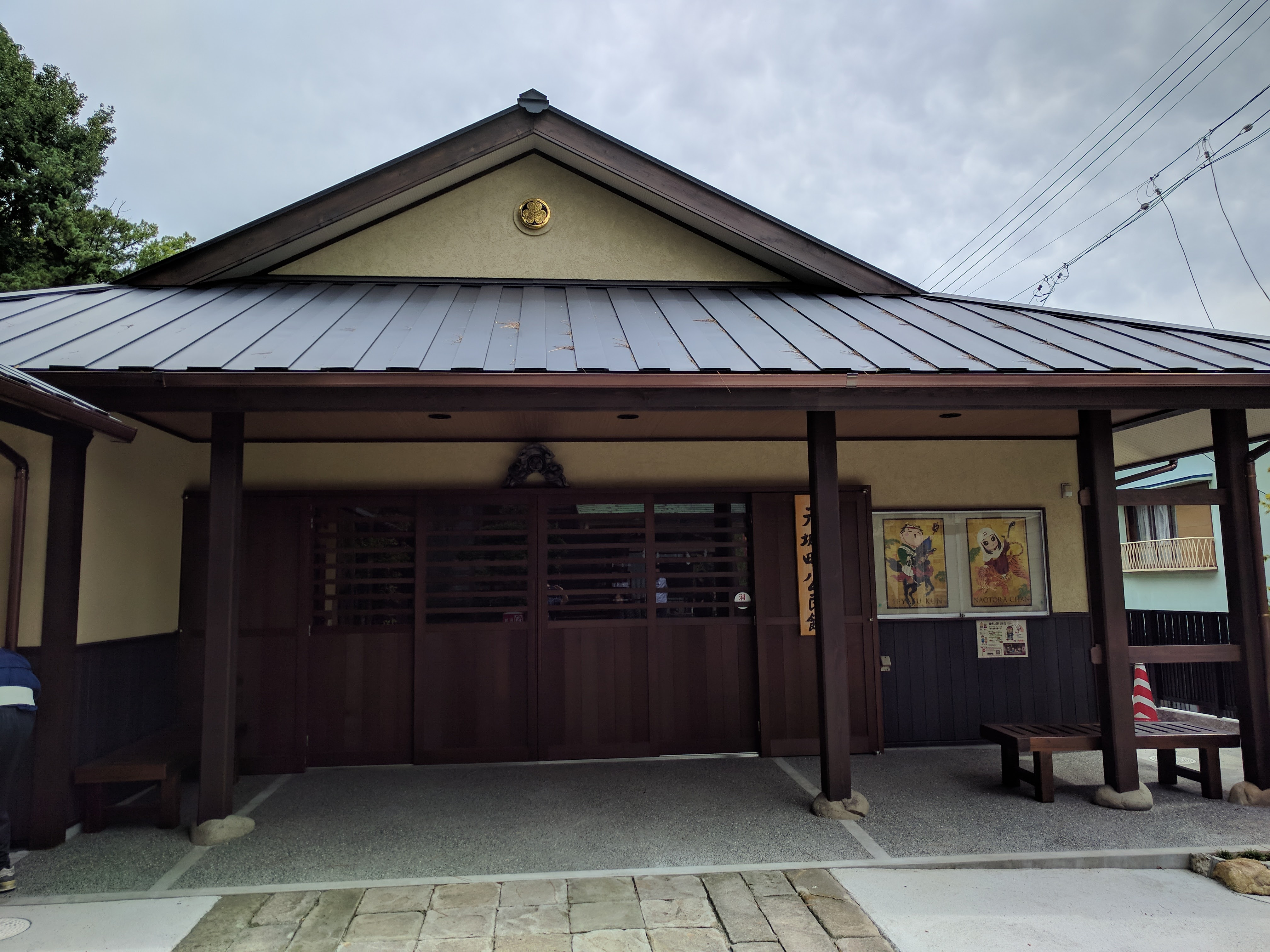
元城町公民館
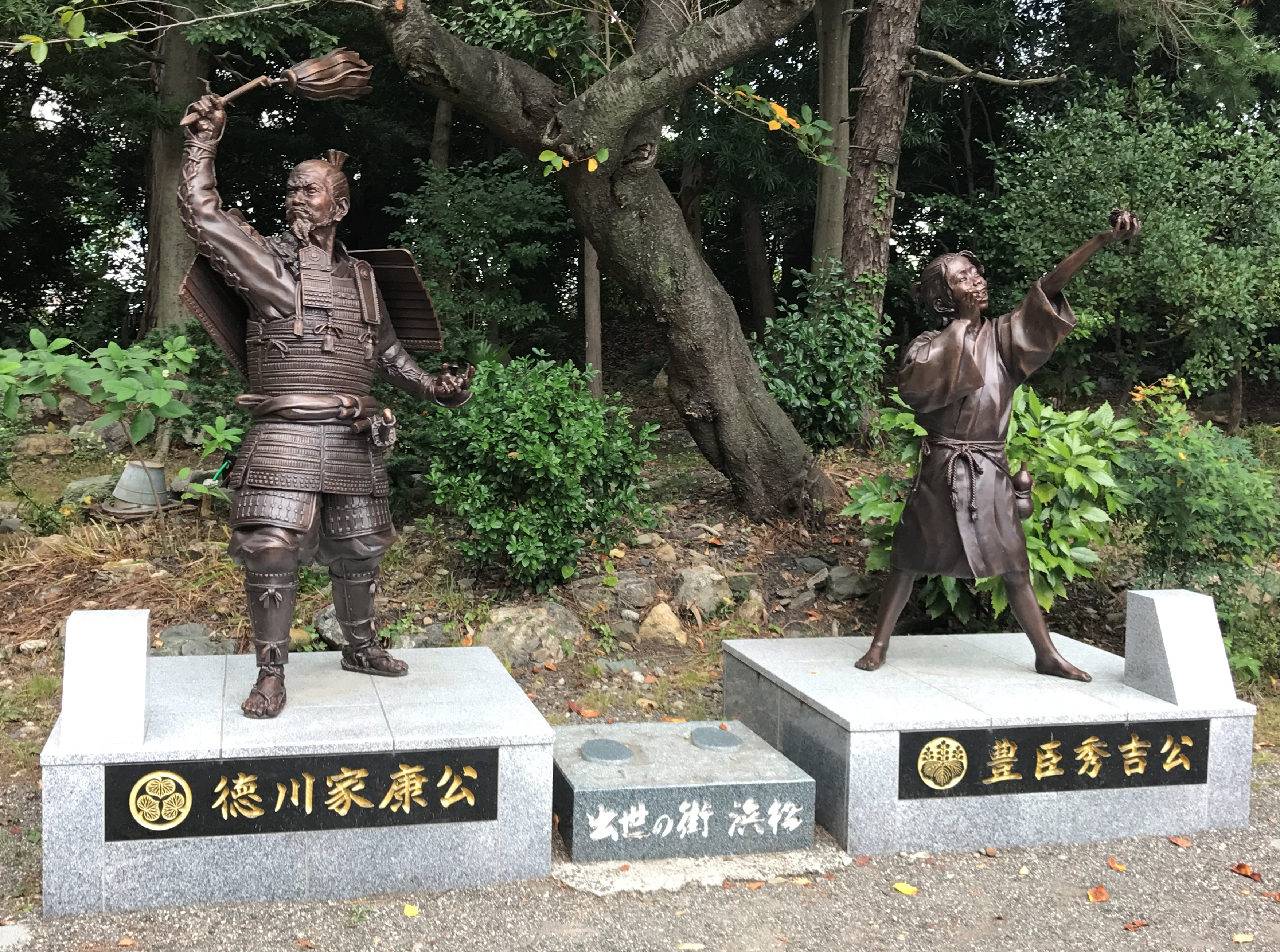
2人の天下人ブロンズ像
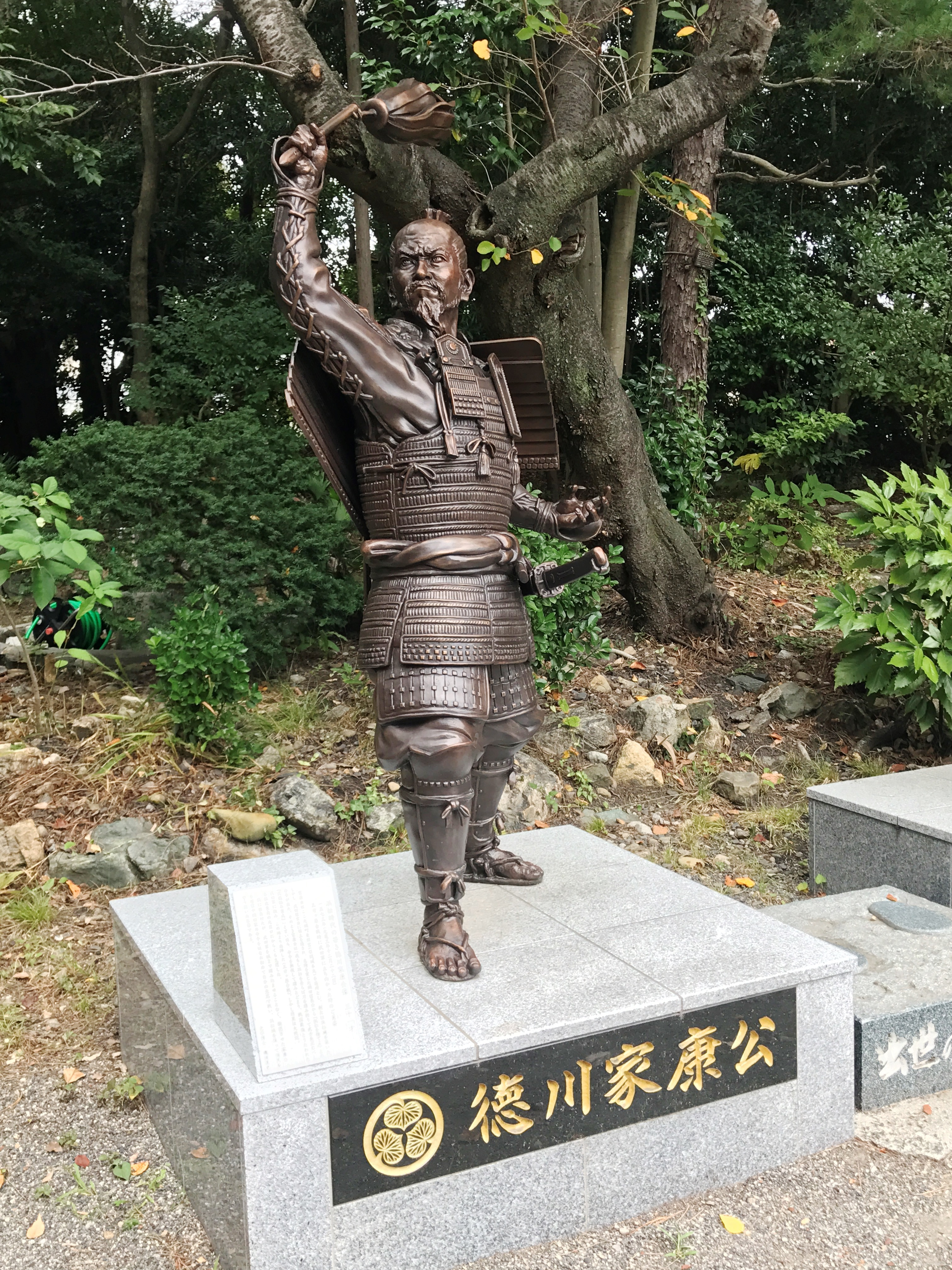
徳川家康ブロンズ像
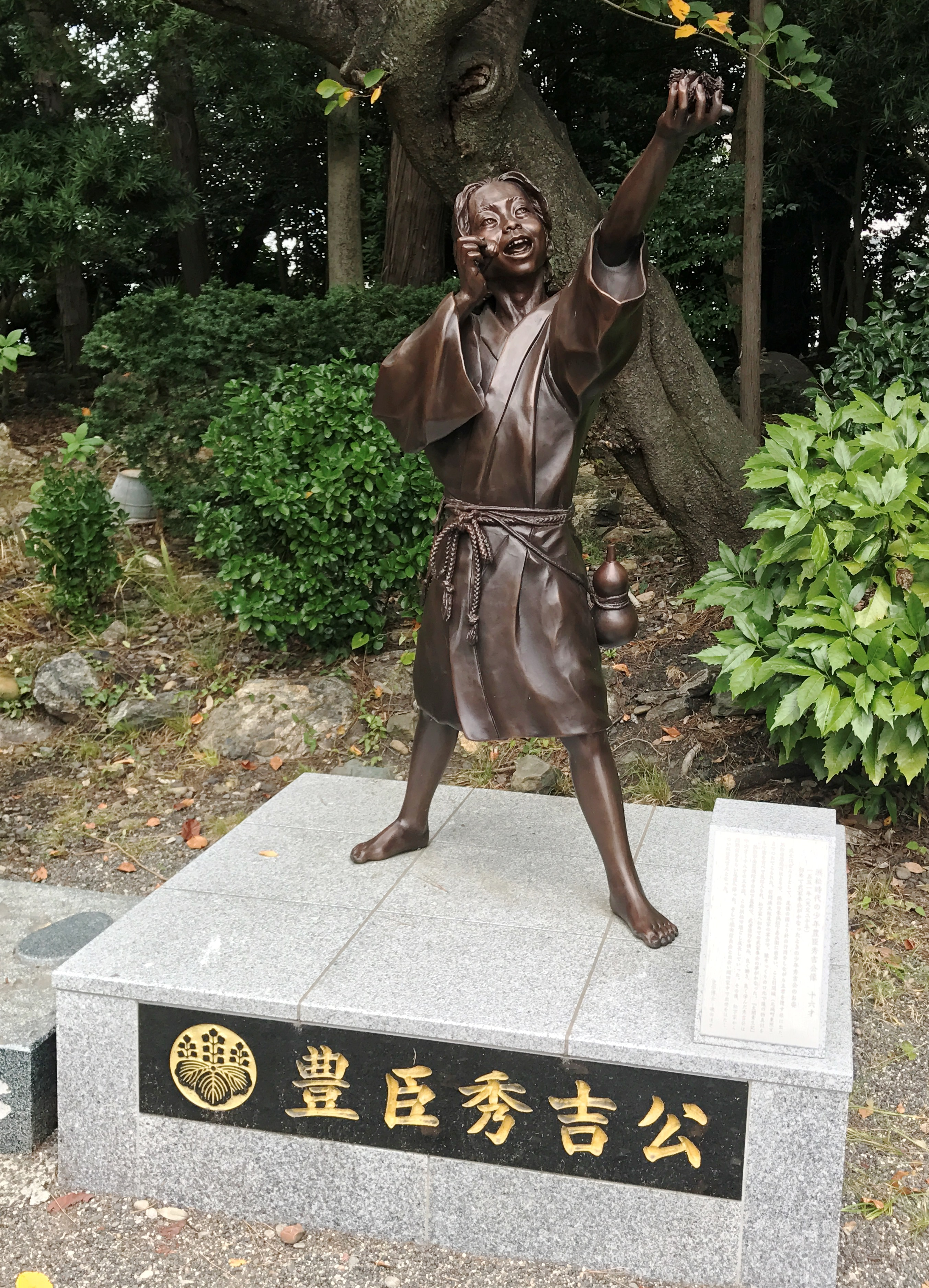
豊臣秀吉ブロンズ像